# Knoppers

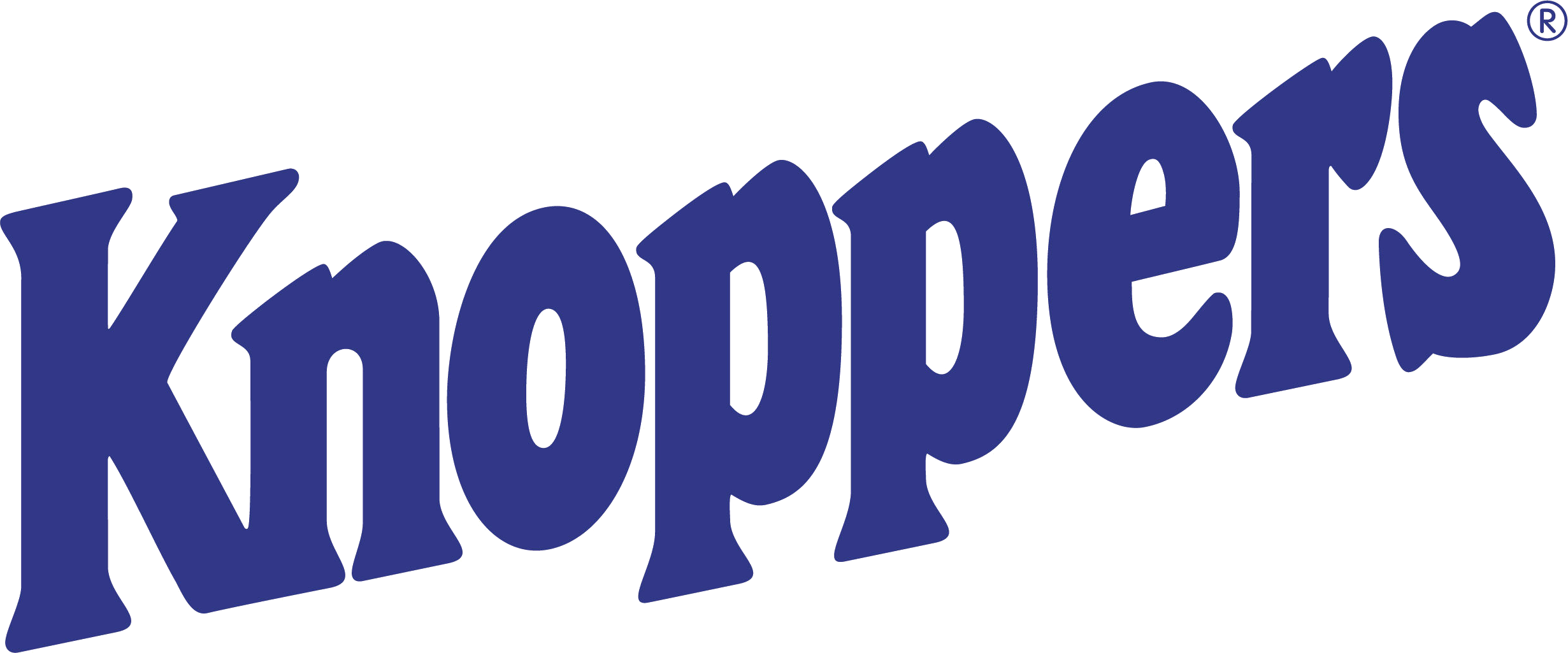
Logo de la famosa y reconocida marca Knoppers.

Knoppers es un barquillo de cacao relleno con crema de leche de la empresa alemana August Storck KG. Knoppers se comercializa desde 1983 en Alemania y varios países europeos y de América. Un barquillo pesa 25 g y el envoltorio es blanco y azul claro.

## Composición
Un Knoppers contiene 5 capas: barquillo, crema de avellanas, barquillo, crema de leche y barquillo recubierto de chocolate.
Los ingredientes son: azúcar, aceite vegetal, harina de trigo 12 %, leche en polvo 11,5 %, avellanas 9 %, harina integral de trigo 6 %, cacao en polvo, mantequilla clarificada 2,6 %, suero de leche en polvo, almidón de trigo, emulsionante: Fosfatidilcolina, polvo de nata 0,3 %, sal, aroma, caramelo, agente de fermentación: carbonato sódico.
En total el porcentaje de leche es de aprox. 10 %. Relleno de los barquillos: relleno de crema de leche 30,4 %, relleno de crema de nougat 29,4 %.
El valor alimenticio de Knoppers por 100 g Knoppers (4 unidades) es: valor energético: 2,204 kJ / 526 kcal; proteínas: 8 g; hidratos de carbono: 52 g; grasa: 32 g.